# بوليغون (سلسلة الكتل)
بوليغون (بالإنجليزية: Polygon)‏ أو شبكة ماتيك (بالإنجليزية: Matic Network)‏ هو عبارة عن مشروع سلسلة الكتل يمكن شبكات السلسلة من الاتصال والتوسع على سلاسل كتل الإيثريوم، تأسس المشروع في عام 2017 من قبل أربعة مهندسي برمجيات مقيمين في مومباي هم: جاينتي كناني وسانديب نايلوا وانيورغ أرجون وميهايلو بجليك، ولكن في فبراير 2021، قام فريق المشروع بتغيير اسمه من شبكة ماتيك الى بوليغون تكنولوجي (بالإنجليزية: Polygon Technology)‏ والذي كان في البداية عبارة عن مشروع ويب 3.0 وميتافيرس، والرمز الذكي للمشروع ماتيك (بالإنجليزية: MATIC)‏.